# Шавіль (кантон)
Севр (фр. Chaville) — кантон у Франції, в департаменті О-де-Сен регіону Іль-де-Франс.

## Склад кантону
Кантон включає в себе 4 муніципалітети:
| Муніципалітет  | Площа | Населення, осіб | Рік  |
| -------------- | ----- | --------------- | ---- |
| Віль-д'Авре    | 3,67  | 10956           | 2007 |
| Вокрессон      | 3,08  | 8670            | 2007 |
| Марн-ла-Кокетт | 3,48  | 1696            | 2007 |
| Шавіль         | 3,55  | 18576           | 2007 |

| Франція | Це незавершена стаття з географії Франції. Ви можете допомогти проєкту, виправивши або дописавши її. |